# Monika Sułkowska

Monika Sułkowska beim Paul Hunter Classic 2015

Monika Sułkowska (* 13. Dezember 1988) ist eine polnische Snookerschiedsrichterin.

## Leben
Sułkowskas Vater spielte hobbymäßig Billard, sie selbst hatte zunächst aber keinen direkt Kontakt zum Billard bzw. Snooker. Zunächst arbeitete sie als freie Sportjournalistin und Rundfunkmitarbeiterin. Unter anderem war sie bei Radio Kampus tätig, ehe sie von 2008 bis 2017 Mitarbeiterin von Polskie Radio 3 war. Erst 2011 kam sie zum Snooker, als über Eurosport mehrere polnische Journalisten zur Snookerweltmeisterschaft 2011 eingeladen wurden und Sułkowska als Ersatz für einen verhinderten Kollegen einsprang. Sułkowska startete 2012 ihre Karriere als Snookerschiedsrichterin und bestand schon ein Jahr später eine Prüfung, die sie berechtigte, auch auf internationalem Level Spiele zu leiten. Bereits in diesem Jahr wurde sie bei der in Polen ausgetragenen Europameisterschaft eingesetzt. Bei den Gdynia Open 2014 kam sie erstmals bei einem Profiturnier zum Einsatz und leitete dort jene Partie, in der Shaun Murphy ein Maximum Break spielte. Im gleichen Jahr debütierte sie bei den Lisbon Open als Schiedsrichterin eines im Fernsehen übertragenen Profispiels; seitdem wird sie regelmäßig bei verschiedenen Turnieren eingesetzt. Bei den Gibraltar Open 2020 leitete sie erstmals das Endspiel eines Profiturnieres, dazu noch das eines Turnieres mit Einfluss auf die Snookerweltrangliste.
Neben dem Snooker arbeitet Sułkowska in Vollzeit als Projektmanagerin. Für ihre Betätigung als Snookerschiedsrichterin nutzt sie ihren Arbeitsurlaub. Ursprünglich aus Warschau stammend, lebt sie mittlerweile in London.